# Martin Rees
Martin John Rees, o barão Rees de Ludlow (Iorque, 23 de junho de 1942), é um cosmólogo e astrofísico britânico que foi o presidente da Royal Society entre 2005 e 2010.
Mestre (diretor eleito pelo corpo de Fellows e responsável pela administração do colégio) do Trinity College, Cambridge, desde 2004. Professor de cosmologia e astrofísica da Universidade de Cambridge e professor visitante da Universidade de Leicester e do Imperial College London. Foi promovido a Astrônomo Real Britânico em 1995 e foi designado para a Câmara dos Lordes em 2005 como membro independente (não pertence a nenhum partido).
Em 2015, em Londres, Rees, Frank Drake e o empresário russo Yuri Milner, juntamente com o físico Stephen Hawking, anunciaram suas intenções de fornecer 100 milhões de dólares em financiamento ao longo da próxima década para os melhores pesquisadores do SETI, através do projeto "Breakthrough Listen" que permitirá que novos levantamentos de dados rádio e ópticos possam ocorrer usando os mais avançados telescópios.

## Condecorações

### Prêmios
- Prêmio Heineman (1984)
- Medalha de Ouro da Royal Astronomical Society (1987)
- Medalha Bruce da Sociedade Astronômica do Pacífico (1993)
- Prêmio Bruno Rossi da High Energy Astrophysics Division da American Astronomical Society (Sociedade Astronômica Americana) (2000)
- Prêmio Gruber de Cosmologia (2001)
- Albert Einstein World Award of Science (2003)
- Henry Norris Russell Lectureship da American Astronomical Society (Sociedade Astronômica Americana) (2004)
- Prêmio da Lifeboat Foundation (Guardian Award) (2004)
- Prêmio Michael Faraday da Royal Society pela comunicação científica (2004)
- Barão (Câmara dos Lordes) (2005)
- Prêmio Crafoord, com James Gunn e James Peebles (2005)
- Honra ao Mérito pela Rainha da Inglaterra (2007)
- Medalha Caird do Museu Marítimo Nacional (2007)
- Prêmio Templeton 2011[4]
- Medalha Isaac Newton 2012[5]

### Homenagens
- Asteróide 4587 Rees

## Publicações

### Língua portuguesa
- Apenas Seis Números: As forças profundas que controlam o universo, 2001, Editora Rocco, ISBN 8-532-51165-1
- Hora Final: Alerta de Cientista: O desastre ambiental ameaça o futuro da Humanidade, 2005, Companhia das Letras, ISBN 8-535-90721-1

### Língua espanhola
- Antes del principio: El Cosmos y otros Universos, 1999, Tusquets Editores, ISBN 978-8483106242
- Nuestro Habitat Cósmico, 2002, Ediciones Paidos Iberica, ISBN 8-449-31279-5
- Nuestra Hora Final, 2004, Editorial Critica, ISBN 8-484-32549-0
- Los Proximos Cincuenta Años: El conocimiento humano en la primera mitad del siglo XXI com Mihalyi Csikszentmihalyi, Paul Davies e Richard Dawkins, 2004, Editorial Kairos, ISBN 978-8472455719
- Universo, 2006, Pearson Educacion, ISBN 978-8420551418

### Língua inglesa
- Cosmic Coincidences: Dark Matter, Mankind, and Anthropic Cosmology (co-autor John Gribbin), 1989, Bantam, ISBN 0-553-34740-3
- New Perspectives in Astrophysical Cosmology, 1995, ISBN 0-521-64544-1
- Gravity's Fatal Attraction: Black Holes in the Universe, 1995, ISBN 0-7167-6029-0
- Before the Beginning - Our Universe and Others, 1997, ISBN 0-7382-0033-6
- Just Six Numbers: The Deep Forces That Shape the Universe, 2000, ISBN 0-465-03673-2
- Our Cosmic Habitat, 2001, ISBN 0-691-11477-3
- The Illustrated Encyclopedia of the Universe com Ian Ridpath, 2001, Watson-Guptill, ISBN 0-823-02512-8
- Our Final Hour: A Scientist's Warning: How Terror, Error, and Environmental Disaster Threaten Humankind's Future In This Century--On Earth and Beyond (UK title: Our Final Century: Will the Human Race Survive the Twenty-first Century?), 2003, ISBN 0-465-06862-6